# Hawryło Kostelnyk
Hawryło Fedorowycz Kostelnyk, pol. Gabriel Kostelnyk (ur. 15 czerwca 1886 w Ruskim Krsturze, zm. 20 września 1948 we Lwowie) – ukraiński ksiądz greckokatolicki, doktor filozofii, poeta, pisarz i publicysta.

## Życiorys
W młodości pisał wiersze w języku chorwackim oraz, jako jeden z pierwszych poetów piszących w tym języku, w dialekcie baczwańsko-rusińskim.
Katecheta średnich szkół Lwowa i wykładowca Greckokatolickiego Seminarium Duchownego we Lwowie (1920–1928), od 1928 profesor Greckokatolickiej Akademii Teologicznej we Lwowie. W latach 1922–1932 redaktor „Nywy”.
W 1936 został profesorem przydzielonym do XI Państwowego Gimnazjum im. Jana i Andrzeja Śniadeckich we Lwowie.
Po agresji ZSRR na Polskę, okupacji Lwowa przez Armię Czerwoną i aneksji przez ZSRR szykowany już w 1940 przez władze sowieckie na kontrmetropolitę Andreja Szeptyckiego. Wzbraniał się przed objęciem funkcji, ale po aresztowaniu syna przez NKWD wyraził zgodę. W objęciu stanowiska przeszkodził atak Niemiec na ZSRR. Po ponownej okupacji Lwowa przez Armię Czerwoną w lipcu 1944 aresztowany przez NKWD i zmuszony do współpracy. Przewodniczący Grupy Inicjatywnej przygotowującej pseudosobór lwowski, następnie jeden z głównych działaczy soboru.
Zastrzelony na ulicy Krakowskiej we Lwowie, sprawcy pozostali nieznani. Pochowany na Cmentarzu Łyczakowskim.

## Prace
- Chrystyjanstwo i demokratyzm (1918)
- Gramatyka baczwanśko-ruskoj beszedy (1923)
- Try rozprawy pro piznannja (1925)
- Narys chrystyjanśkoji apołohetyky (1925)
- Spir pro epiklezu miz Schodom i Zachodom (1928)
- Zasada totożnosty (1929)
- Stanowyszcze i pochodżennia ljudyny (1936)